# Миятович, Чедомиль
Граф Чедомиль Миятович (серб. Чедомиљ Мијатовић; 17 октября 1842, Белград, Княжество Сербия — 14 мая 1932, Лондон, Великобритания) — сербский экономист, писатель
, публицист, историк, политический и государственный деятель, дипломат, полномочный посол Сербии при Сент-Джеймсский дворе (Великобритания) (1884—1885; 1895—1900 и 1902/1903). Министр финансов Княжества и Королевства Сербия (в 1842, 1875, 1880—1883, 1886—1887, 1888—1889, 1894), министр иностранных дел (1886—1887; 1888—1889). Президент Сербской королевской академии наук и искусств (1888—1889).

## Биография
Сын серба из Воеводины, юриста и педагога. В 1863—1865 годах изучал право в университетах Лейпцига, Мюнхена, Вены и Цюриха.
Позже работал в австрийском Национальном банке и кредитных учреждениях. В 1865 году поселился в Сербии, где читал лекции по политической экономии в Белградской высшей школе (ныне Белградский университет). Профессор (с 1866).
Служил на высших государственных административных должностях. Был секретарём Белградского арбитражного суда, членом Конституционного комитета (1869), выступал в защиту всеобщего избирательного права и двухпалатного парламента Сербии.
В 1842, 1875, 1880—1883, 1894 занимал пост министра финансов Сербии, отвечал за введение метрической системы и сербского динара. В 1873 г. был министром государственных имуществ.
Активно занимался политической деятельности. Соратник Й. Ристича. Видный член Либеральной партии Сербии. Служил личным секретарём будущего короля Милана I Обреновича.
Позже в 1874 г. перешёл в лагерь, так называемых, молодых консерваторов. В 1880 году — один из создателей Сербской прогрессивной партии. Король поручил ему формирование правительства, в котором Ч. Миятович занял посты министра финансов и иностранных дел. При нём состоялись торговый договор с Австрией, соглашения с иностранными имвесторами о постройке первых железных дорог в Сербии, введение новых косвенных налогов, получение займов за границей и учреждение Национального банка.

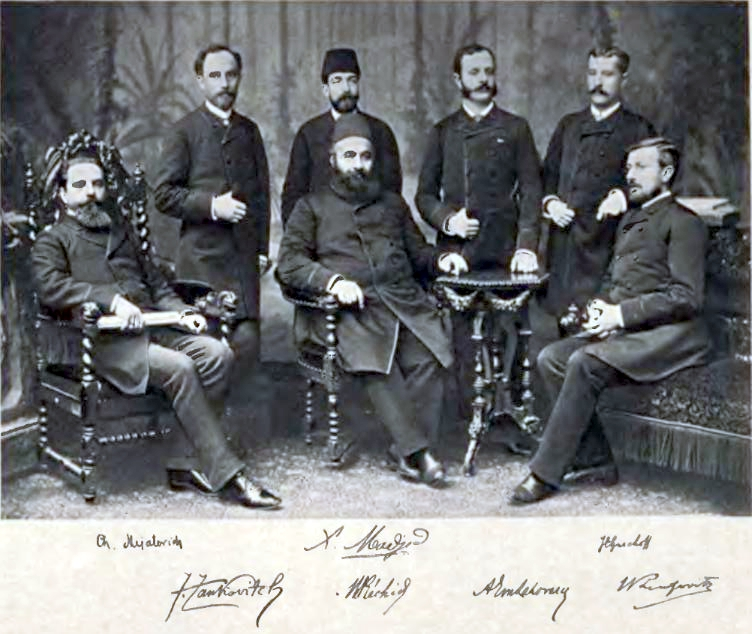
Участники подписания Бухарестского мирного договора. Ч. Миятович сидит первый слева

Участник заключения Бухарестского мирного договора в 1886 г., завершившего сербо-болгарскую войну.
В 1884—1885, 1895—1900 и 1902—1903 годах — посланник Сербии в Лондоне.
Член Сената Королевства Сербия с 1901 года.
Автор работ по истории Сербии. Опубликовал несколько исследований по сербской истории (преимущественно в «Гласнике» Сербского ученого общества). Выступал пропагандистом сербской культуры и политики в Великобритании. Автор большинства статей о Сербии в одиннадцатом издании Британской энциклопедии (1910—1911). Наиболее известные из его работ посвящены убийству Александра Обреновича, истории Сербии и его воспоминаниям о дипломатической службе.